# Le Bonheur (chanson de Joyce Jonathan)
Pour les articles homonymes, voir Le Bonheur.
Le Bonheur est une chanson française interprétée par Joyce Jonathan en 2015. La chanson est extraite de l'album Une place pour moi, paru le 5 février 2016.

## Clip vidéo
Le vidéo-clip est sorti le 25 septembre 2015.

## Réception
La vidéo est considérée comme un succès. En effet, le clip a été vu 1 000 000 fois en moins d'une semaine et reçu plus de 100 000 visites par jour en moyenne.